# Tarva (Koonga)
Tarva – wieś w Estonii, w prowincji Parnawa, w gminie Koonga.